# Lodève (quận)
Quận Lodève là một quận của Pháp, nằm ở tỉnh Hérault, ở vùng Occitanie. Quận này có 8 tổng và 98 xã.

## Các đơn vị hành chính

### Các tổng
Các tổng của quận Lodève là: 
1. Aniane
2. Le Caylar
3. Clermont-l'Hérault
4. Gignac
5. Ganges
6. Lodève
7. Lunas
8. Saint-Martin-de-Londres

### Các xã
Các xã của quận Lodève, và mã INSEE là:
| 1. Agonès (34005)                                    | 2. Aniane (34010)                      | 3. Arboras (34011)                   | 4. Argelliers (34012)                |
| 5. Aspiran (34013)                                   | 6. Aumelas (34016)                     | 7. Avène (34019)                     | 8. Bélarga (34029)                   |
| 9. La Boissière, Hérault (34035)                     | 10. Le Bosc (34036)                    | 11. Le Bousquet-d'Orb (34038)        | 12. Brenas (34040)                   |
| 13. Brignac (34041)                                  | 14. Brissac (34042)                    | 15. Campagnan (34047)                | 16. Canet (34051)                    |
| 17. Causse-de-la-Selle (34060)                       | 18. Le Caylar (34064)                  | 19. Cazilhac (34067)                 | 20. Ceilhes-et-Rocozels (34071)      |
| 21. Celles (34072)                                   | 22. Ceyras (34076)                     | 23. Clermont-l'Hérault (34079)       | 24. Le Cros (34091)                  |
| 25. Dio-et-Valquières (34093)                        | 26. Fozières (34106)                   | 27. Ganges (34111)                   | 28. Gignac (34114)                   |
| 29. Gorniès (34115)                                  | 30. Joncels (34121)                    | 31. Jonquières (34122)               | 32. Lacoste (34124)                  |
| 33. Lagamas (34125)                                  | 34. Laroque (34128)                    | 35. Lauroux (34132)                  | 36. Lavalette (34133)                |
| 37. Liausson (34137)                                 | 38. Lodève (34142)                     | 39. Lunas (34144)                    | 40. Mas-de-Londres (34152)           |
| 41. Mérifons (34156)                                 | 42. Montarnaud (34163)                 | 43. Montoulieu (34171)               | 44. Montpeyroux (34173)              |
| 45. Moulès-et-Baucels (34174)                        | 46. Mourèze (34175)                    | 47. Nébian (34180)                   | 48. Notre-Dame-de-Londres (34185)    |
| 49. Octon (34186)                                    | 50. Olmet-et-Villecun (34188)          | 51. Paulhan (34194)                  | 52. Pégairolles-de-Buèges (34195)    |
| 53. Pégairolles-de-l'Escalette (34196)               | 54. Plaissan (34204)                   | 55. Les Plans (34205)                | 56. Popian (34208)                   |
| 57. Le Pouget (34210)                                | 58. Poujols (34212)                    | 59. Pouzols (34215)                  | 60. Le Puech (34220)                 |
| 61. Puilacher (34222)                                | 62. Puéchabon (34221)                  | 63. Les Rives (34230)                | 64. Romiguières (34231)              |
| 65. Roqueredonde (34233)                             | 66. Rouet (34236)                      | 67. Saint-André-de-Buèges (34238)    | 68. Saint-André-de-Sangonis (34239)  |
| 69. Saint-Bauzille-de-la-Sylve (34241)               | 70. Saint-Bauzille-de-Putois (34243)   | 71. Saint-Étienne-de-Gourgas (34251) | 72. Saint-Félix-de-Lodez (34254)     |
| 73. Saint-Félix-de-l'Héras (34253)                   | 74. Saint-Guilhem-le-Désert (34261)    | 75. Saint-Guiraud (34262)            | 76. Saint-Jean-de-Buèges (34264)     |
| 77. Saint-Jean-de-Fos (34267)                        | 78. Saint-Jean-de-la-Blaquière (34268) | 79. Saint-Martin-de-Londres (34274)  | 80. Saint-Maurice-Navacelles (34277) |
| 81. Saint-Michel (34278)                             | 82. Saint-Pargoire (34281)             | 83. Saint-Paul-et-Valmalle (34282)   | 84. Saint-Pierre-de-la-Fage (34283)  |
| 85. Saint-Privat (34286)                             | 86. Saint-Saturnin-de-Lucian (34287)   | 87. Salasc (34292)                   | 88. Sorbs (34303)                    |
| 89. Soubès (34304)                                   | 90. Soumont (34306)                    | 91. Tressan (34313)                  | 92. Usclas-du-Bosc (34316)           |
| 93. La Vacquerie-et-Saint-Martin-de-Castries (34317) | 94. Valmascle (34323)                  | 95. Vendémian (34328)                | 96. Villeneuvette (34338)            |
| 97. Viols-en-Laval (34342)                           | 98. Viols-le-Fort (34343)              |                                      |                                      |